# Ersephila grandipennis
Ersephila grandipennis là một loài bướm đêm trong họ Geometridae.